# Packhof (Königsberg)

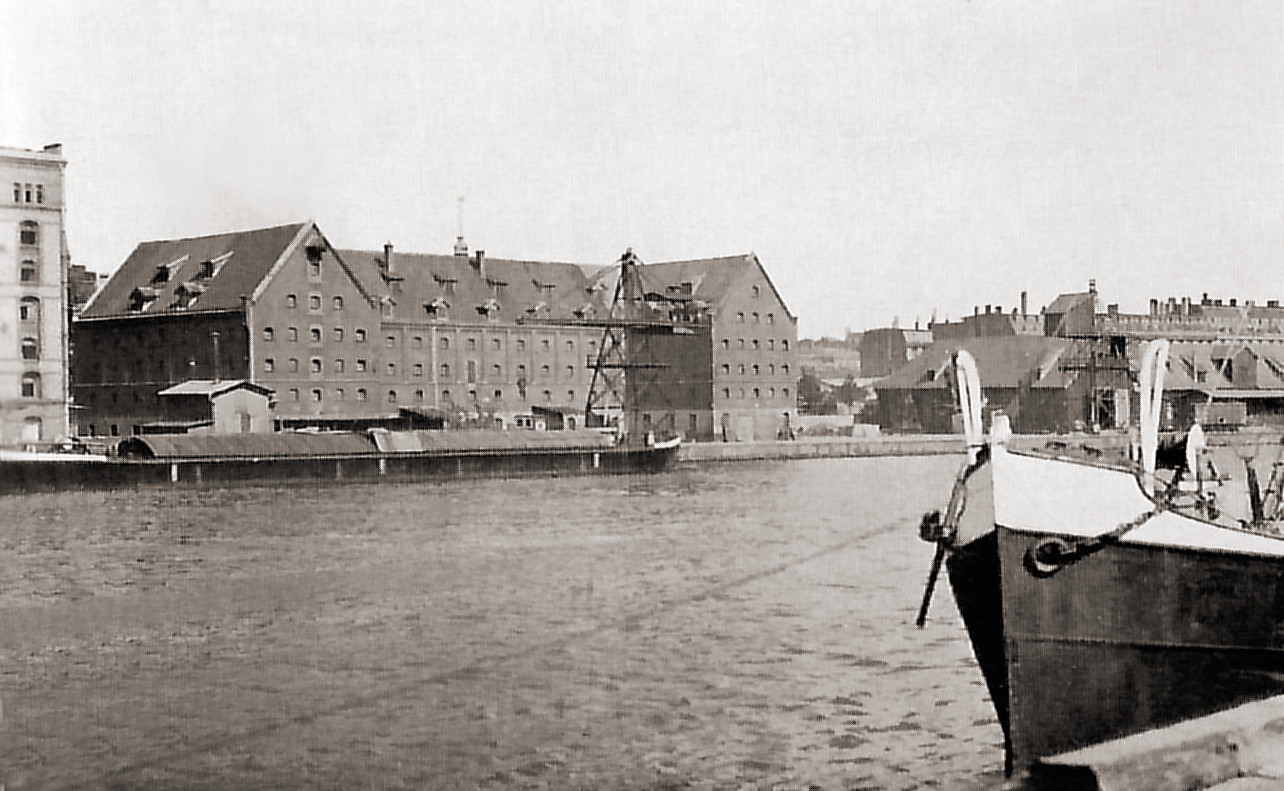
Packhof in Königsberg

Der Packhof in Königsberg wurde um 1884 am nördlichen Ufer des Pregels errichtet. Zwischen der alten Reichsbahnbrücke und dem Proviantamt gelegen, wurde er 1904 erweitert. Es handelt sich um Packhöfe im kleinen Zollfreigebiet. Hier konnte über See eingegangenes Stückgut bis zur Zollabfertigung eingelagert werden. Ein solches Packhaus wurde in Kaliningrad zum 750-jährigen Stadtjubiläum vorbildlich restauriert.